# 路易吉·加尔齐

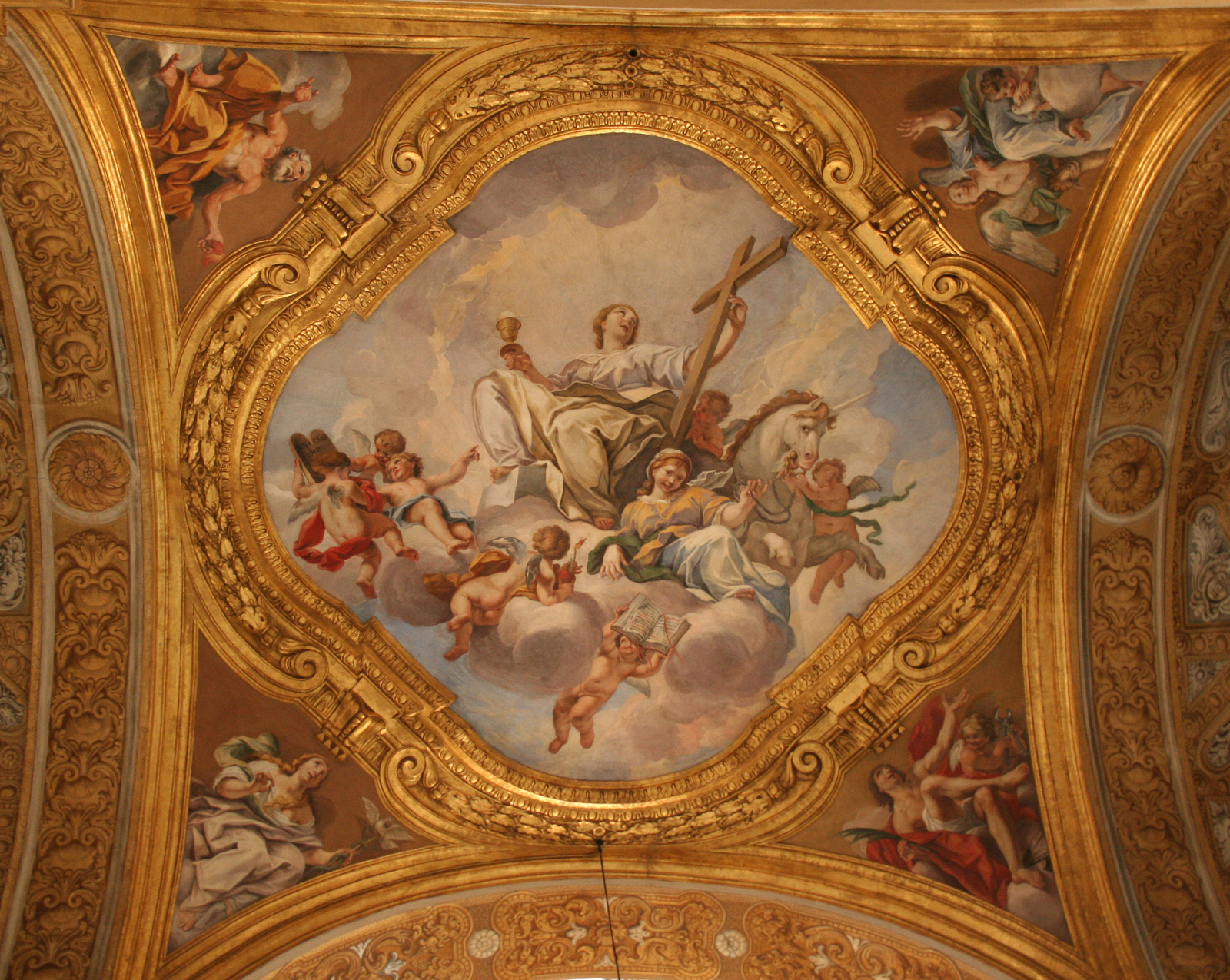
《信仰的寓言》：圣安博及嘉禄堂拱顶的湿壁画

路易吉·加尔齐（Luigi Garzi，1638年—1721年）是一位巴洛克时期的意大利画家，其作品对博洛尼亚画家圭多·雷尼产生了巨大影响。 

## 生平
路易吉·加尔齐生于皮斯托亚，最初的老师是一位鲜为人知的风景画家所罗门·博卡利。15岁时，他搬到了罗马，师从于安德烈·萨基。他还经常被称为卢多维科·加尔齐。1680年，加尔齐被任命为教宗画家协会会长。加尔齐于1670年加入罗马的画家行会圣路加学院（Accademia di San Luca），并在1682年成为院长。
在罗马，他为大拿坡里聖加大肋納堂画了一幅《圣加大肋纳与圣徒的凯旋》，为耶路撒冷聖十字聖殿画了一幅《圣西尔维斯特向康斯坦丁展示圣伯多禄和圣保禄的肖像》。在1680年代早期，他创作了圣安博及嘉禄堂拱顶的湿壁画，包括《信仰的寓言》。他还在人民圣母圣殿的齐博小堂（Cappella Cybo）的穹顶，完成了一幅湿壁画，《永恒之父的荣耀》（1686年）。他的描绘古典神话事件的一系列画作，展示在马切拉塔的布奥纳科西宫（Palazzo Buonaccorsi），他的作品是《武尔坎努斯锻造中的维纳斯》。他还为头颅圣髑圣西尔维斯特堂和圣方济各圣伤堂（Chiesa delle Santissima Stimmate di San Francesco）作画。他为卡格利主教座堂（Cagli Cathedral）画了一张油画。

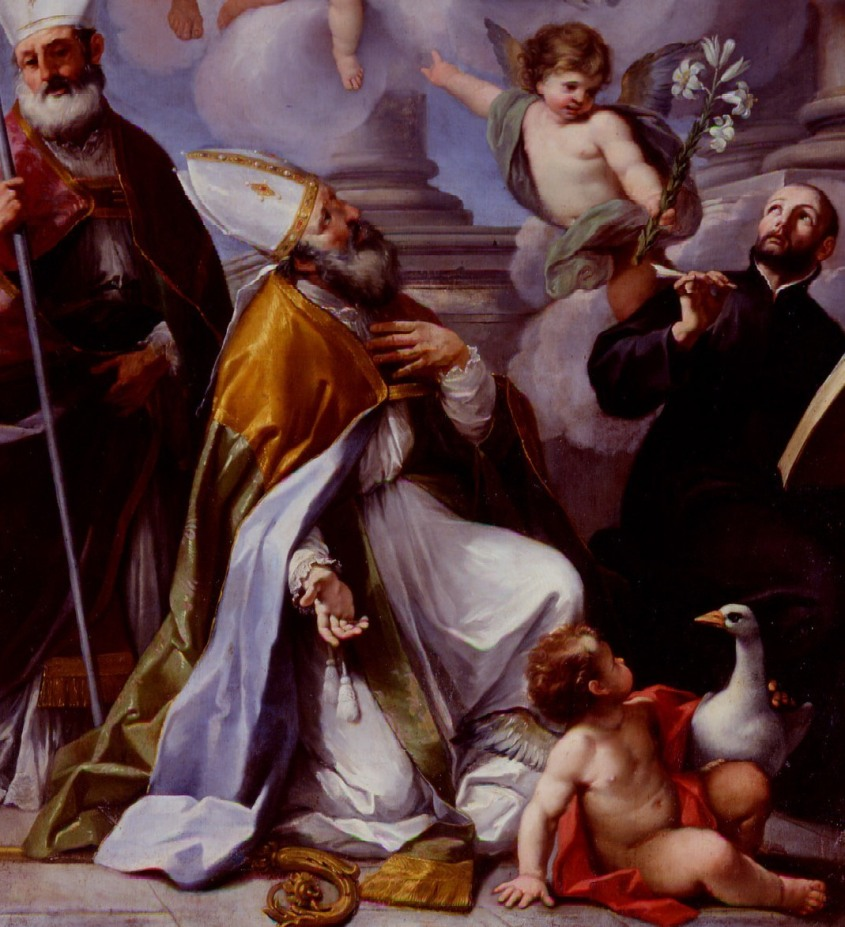
卡格利主教座堂的《圣吉隆休》

在那不勒斯，他为福米耶洛圣加大肋纳堂（Santa Caterina del Formello）画了天花板和一些小堂。他死在罗马。